# یخچال آوستر
یخچال آوستر (۶۷°۱۲′ جنوبی ۵۰°۴۵′ شرقی / ۶۷٫۲۰۰°جنوبی ۵۰٫۷۵۰°شرقی) یخچالی با پهنای 3 کیلومتر است که از شمال غرب تا جنوب شرق خلیج آموندسن قرار دارد. این یخچال در اکتبر 1956 توسط هیئت تحقیقات ملی قطب جنوب استرالیا (ANARE) با هواپیمای آوستر این موسسه کاوش شد. 
این یخچال در سمت جنوب غربی کوه تاد قرار دارد.